# Tetelo Vargas
Juan Esteban Vargas Marcano, más conocido como Tetelo Vargas (Santo Domingo, 11 de abril de 1906-Guayama, 30 de diciembre de 1971), fue un beisbolista dominicano de fama internacional que jugó en la Negro league baseball. 
Conocido como "El Gamo" por su rapidez en el terreno, Tetelo era capaz de jugar tanto en el infield como en el outfield. Aunque no era un bateador de poder, poseía un brazo extraordinario. Cuando hacía contacto era un terror en las bases, y a menudo tomaba bases extras.

## Carrera
Un adolescente atlético, Vargas pasó sus primeros años jugando al béisbol aficionado, que le ayudó a desarrollar la habilidad y fuerza.
En 1927, cuando Vargas tenía 21 años, los scouts de los Estados Unidos y República Dominicana se habían fijado en él. Vargas, que era negro se convirtió en miembro del famoso equipo de las Ligas Negras los New York Cubans. Mientras tanto, en su país, fue firmado por los Leones del Escogido, uno de los equipos de la Liga Dominicana en República Dominicana.
Vargas ganó reconocimiento en todo el Caribe y Nueva York. Estableció un récord en la Liga Negra bateando jonrones en siete turnos al bate consecutivos. En 1932, Vargas fue a jugar en Venezuela para las Águilas del Concordia, donde se convirtió en una estrella y se mantuvo hasta 1938, cuando los New York Cubans lo volvieron a firmar.
En 1940, Vargas fue a jugar en la Puerto Rico Baseball League y con el tiempo se establecería en Puerto Rico. Vargas fue firmado una vez más por los New York Cubans desde 1941 hasta 1944, su último año como jugador activo en las Ligas Negras. Mientras tanto, en Caguas, Puerto Rico, Vargas se estableció como un All-Star, jugando para los Juegos de Estrellas de Puerto Rico en múltiples ocasiones durante la década de 1940. En ese momento, una serie de diferentes competiciones deportivas precedieron al Juego de Estrellas en Puerto Rico, todos ellos involucraban a jugadores estelares de béisbol y para el disfrute del público en el Juego de Estrellas. Vargas, que ganó varios títulos de bases robadas a través de su carrera, ganó una serie de premios como un All-Star en Puerto Rico. Luego pasó a jugar con los Brujos de Guayama y los Cangrejeros de Santurce, antes de dirigirse a la liga de béisbol invernal de México en 1952. Vargas, en el ocaso de su carrera, regresó a la liga de invierno de la República Dominicana también en 1952, esta vez con el equipo Estrellas Orientales. A la edad de 46 años, lideró la liga de República Dominicana con un promedio de bateo de .350. Vargas se retiró del béisbol en 1953, después de haber jugado 27 temporadas en cinco países.

## Estadísticas
Aparte de batear .350 en 1952 en la liga invernal de la República Dominicana, Vargas lideró la liga invernal de Puerto Rico  en promedio de bateo en tres ocasiones, llegando a .410 en 1943, y ganando dos títulos en 1946 y 1947, cuando bateó .382 y  .362, respectivamente. Vargas jugó una serie de  partidos de exhibición contra el equipo de Grandes Ligas Yankees de Nueva York,  promediando .500 contra lanzadores de los Yankees.

## Posiciones
Vargas jugó en varias posiciones en el campo de béisbol, incluyendo jardín derecho, jardín izquierdo, jardín central, campocorto y segunda base.

## Después del béisbol
Vargas fue idolatrado tanto en la República Dominicana como en Puerto Rico, pero él  decidió instalarse en la ciudad puertorriqueña de Guayama, donde había jugado como estelar previamente para el equipo local. Volvió a casarse en 1954 en Puerto Rico y vivió en un lugar tranquilo y humilde en Guayama con su esposa, Violeta Enchautegui y tres hijas, Carmen, Ana e Iris y su hijo Juan Esteban Vargas Jr.. Murió el 30 de diciembre de 1971 después de luchar contra un cáncer de pulmón. Está junto a su esposa en el Cementerio Municipal de  Guayama.

Vargas fue seleccionado para el Salón de la Fama del béisbol de Puerto Rico, también se nombró una avenida en su honor. 
Debido a su desempeño como jugador de los New York Cubans, Vargas es también un miembro del Salón de la Fama de Cuba.
En la República Dominicana, uno de los estadios de béisbol del país lleva su nombre (Estadio Tetelo Vargas). Además, una calle de la capital (Santo Domingo) también lleva su nombre.

## Trivia
- Creció jugando béisbol en Ciudad Nueva (Ciudad Colonial) junto a sus hermanos mayores Guagua y Juan.
- En 1921, Tetelo fue la mascota del equipo de Santo Domingo los Tigres del Licey.
- En 1923 a los 17 años de edad, se unió al Escogido junto a su hermano Guagua
- Antes de ser firmado por cualquier otro equipo, el ejecutivo de la Negro League Alex Pompez ya había puesto los ojos en él.
- Jugó cinco años con las Estrellas, bateando para .322.
- En 1953 a los 47 años, fue campeón de bateo de la liga con una marca de .353
- Jugó pelota invernal en México durante dos temporada (1952-1954) y donde bateó para .326.